# NGC 2505
NGC 2505 é uma galáxia espiral barrada (SBa) localizada na direcção da constelação de Lynx. Possui uma declinação de +53° 32' 59" e uma ascensão recta de 8 horas, 04 minutos e 06,7 segundos.
A galáxia NGC 2505 foi descoberta em 18 de Março de 1790 por William Herschel.